# Zitronen-Thymian

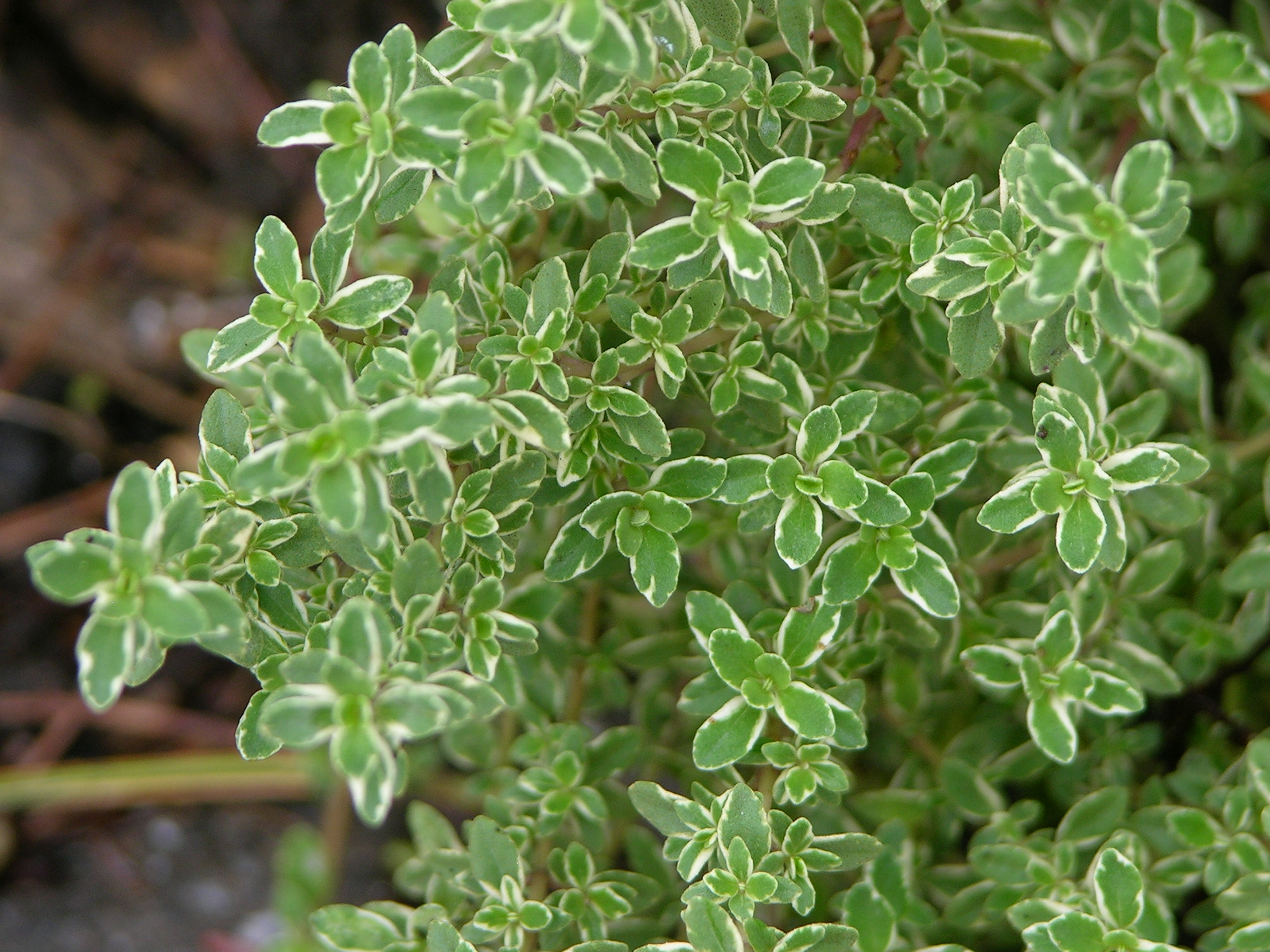
Sorte mit weißgerandeten Blättern

Der Zitronen-Thymian (Thymus × citriodorus) ist eine Hybride aus der Gattung der Thymiane (Thymus) in der Familie der Lippenblütler. 

## Merkmale
Der Zitronen-Thymian ist ein immergrüner Halbstrauch mit mehr oder weniger niederliegenden Zweigen, der Wuchshöhen von 10 bis 30 Zentimeter erreicht. Dieser Chamaephyt ist in Mitteleuropa winterhart. Der Duft ist würzig oder zitronenartig. Die Zweige sind vierkantig und ringsum unregelmäßig behaart. Die Behaarung ist an den Kanten stärker als an den Seitenflächen. Die ganzrandigen Blätter sind lanzettlich, elliptisch bis verkehrt rhombisch-eiförmig geformt. Ihre durchschnittliche Länge beträgt etwa 15 mm, die Blattbreite variiert zwischen 2 und 8 mm. Der Blattrand ist nur zum Teil eingerollt und weist am Grund oft einzelne Wimpern auf. Die Unterseite ist kurz samtig bis kahl. 
Die zwittrigen Blüten sind zygomorph und fünfzählig. Die oberen Kelchzähne sind meist bewimpert. Die Krone ist hell bis purpur-rosa gefärbt. Die Blütezeit reicht von Juni bis September.
Der Zitronenthymian enthält ein ätherisches Öl mit bis zu 60 Prozent Geraniol.

## Vorkommen
Der Zitronen-Thymian kommt ursprünglich in Spanien und Frankreich vor. Er ist die Hybride von Thymus pulegioides × Thymus vulgaris.

## Nutzung
Der Zitronen-Thymian ist eine Natur- und Kulturhybride. Er wird verbreitet als Zierpflanze für Steingärten, Einfassungen, Balkons und Pflanzschalen sowie als Gewürz- und Heilpflanze genutzt und ist seit spätestens 1596 in Kultur. Es gibt zahlreiche Sorten, die zum Beispiel gelbe, weiße oder gefleckte Blätter besitzen oder verschiedene Wuchsformen.